# Personaggi di Nightmare Before Christmas
Questo è un elenco dei personaggi apparsi nel film del 1993 Nightmare Before Christmas.

## Jack Skeletron
È lo spirito "patrono" di Halloween, così come lo sono Babbo Natale e il Coniglietto pasquale per Natale e Pasqua.
Protagonista del film, è uno scheletro vivente in abito gessato che detiene il titolo di Re delle Zucche, molto rispettato nel Paese di Halloween per la sua personalità affascinante e al suo obiettivo di compiacere. È il maestro delle cerimonie del suo mondo, responsabile della festa di Halloween, ma è diventato stanco di ripetere la stessa routine all'infinito e cade nella malinconia. L'unica che capisce i sentimenti di Jack è la bambola Sally, che ha sentito per caso il suo monologo cantato e sente di potersi immedesimare nella sua situazione. Tuttavia, dopo essersi imbattuto nella Città del Natale, sente di aver trovato nuove idee e un'ispirazione. Sebbene le sue intenzioni non siano maligne, Jack non comprende il vero spirito del Natale e progetta di dare al Natale un macabro restyling. Tende ad essere entusiasta e inclusivo, e il suo carisma è sufficiente a influenzare ogni cittadino di Halloween tranne Sally. Le sue decisioni egoistiche portano alla quasi distruzione del Natale e di sé stesso. La forza del carattere di Jack è dimostrata dalla sua volontà di correggere i propri errori. E' un gentiluomo aggraziato e paziente in egual misura, di solito equilibrato, gentile, vivace e incredibilmente curioso. Essendo uno scheletro vivente, è soprannaturale, incredibilmente agile e può rimuovere parti del suo corpo senza danni.
È doppiato in inglese da Chris Sarandon (parti parlate) e Danny Elfman (parti cantate), e in italiano da Renato Zero.

## Sally

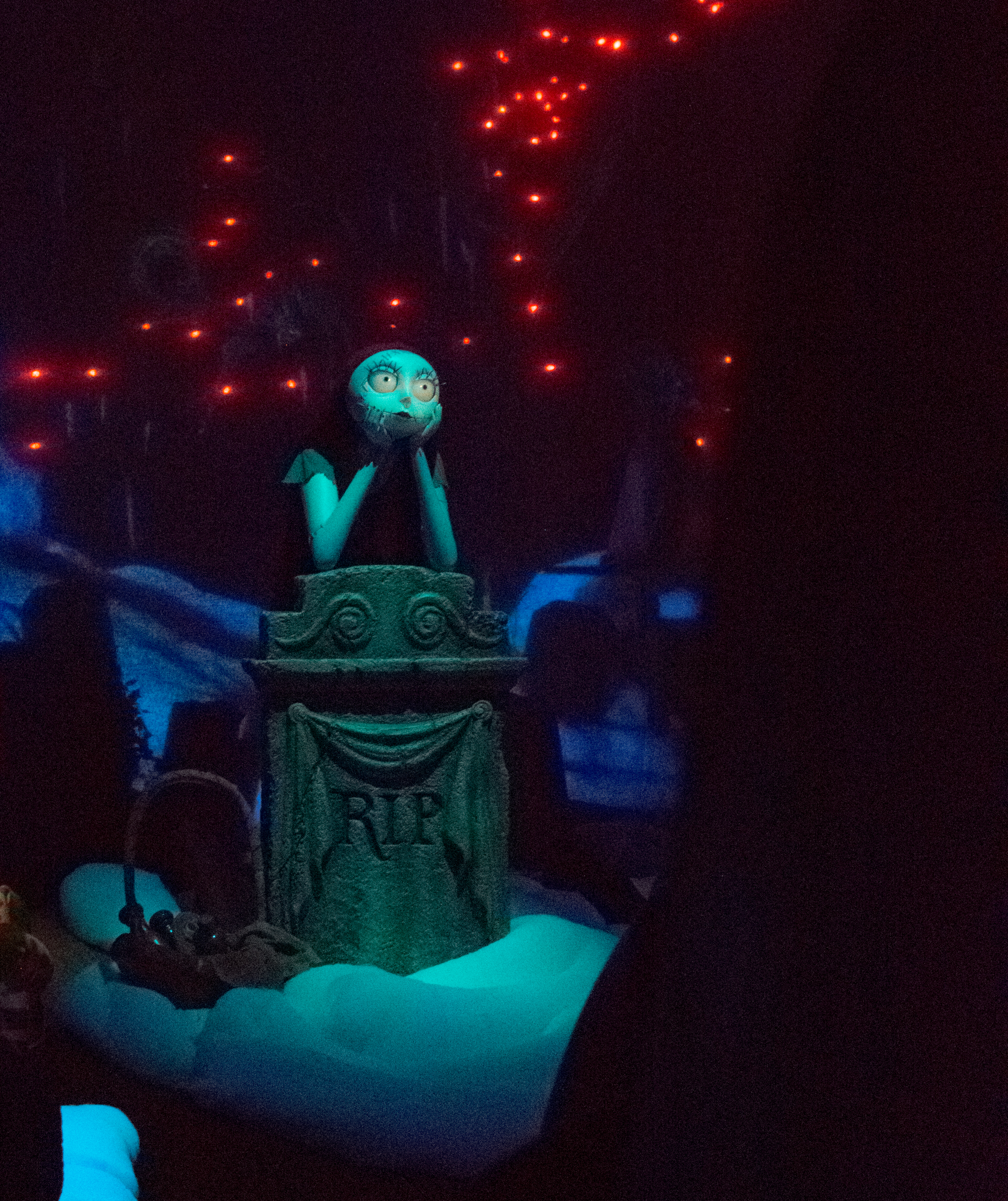
Una riproduzione 3d di Sally.

Deuteragonista del film, è una bambola di pezza senziente, creata dal Dott. Finklestein come sua compagna. È anche romanticamente infatuata di Jack e l'unica ad avere dubbi sul suo piano natalizio. Gentile, sensibile, affettuosa, timida, determinata e molto intelligente, desidera ardentemente l'indipendenza e per questo viene costantemente messa sotto chiave dal Dott. Finklestein. Nonostante ciò, riesce spesso a scappare ricorrendo ad astuti stratagemmi. Questa sua irrequietezza o desiderio di una vita migliore è ciò che la attrae verso Jack Skeletron. All'inizio del film, lo idolatra e lo ammira come molti residenti del Paese di Halloween. Tuttavia, scopre che sono legati dal desiderio di qualcosa di più nelle loro vite, e i suoi sentimenti per lui si intensificano. I due si riferiscono l'un l'altro come amici, poiché Jack sembra ignaro di ciò che lei prova veramente per lui, dato che è troppo timida per farglielo sapere se non attraverso la sua gentilezza fino alla fine del film, dove finalmente gli confessa. Ha arti staccabili imbottiti di foglie autunnali che possono anche muoversi indipendentemente dal suo corpo, come mostrato quando ha usato una delle sue gambe per distrarre il Bau Bau mentre tentava di salvare Babbo Natale. Sembra anche sensitiva e ha premonizioni quando sta per accadere qualcosa di brutto.  Ha una vasta conoscenza delle pozioni e dei veleni, usando ingredienti per sedare il Dr. Finklestein in più di un'occasione, ed è una sarta esperta, che porta spesso con sé ago e filo da cucito.
Il sito web Screen Rant ha definito Sally la migliore eroina di Tim Burton.
È doppiata in inglese da Catherine O'Hara, e in italiano da Laura Boccanera (parti parlate) e Marjorie Biondo (parti cantate).

## Dott. Finklestein
È lo scienziato pazzo su una sedia a rotelle motorizzata e il creatore di Sally. Ha una bocca a forma di becco d'anatra e una calotta cranica incernierata che può aprire per rivelare il suo cervello. Vive in un grande laboratorio scientifico con il suo assistente Igor e Sally. La sua relazione con quest'ultima è piuttosto tesa, poiché Finkelstein si comporta come un padre iperprotettivo per Sally e insiste nel tenerla imprigionata con il pretesto di proteggerla. Sebbene sia severo con Sally, si dimostra anche gentile e disponibile con Jack, permettendogli di prendere in prestito parte della sua attrezzatura per condurre esperimenti con oggetti natalizi. Aiuta anche Jack nel suo piano di impossessarsi del Natale dando vita a delle renne scheletriche per tirare la slitta di Jack. Alla fine del film, Finkelstein, decidendo che Sally potrebbe essere pronta ad affrontare i pericoli del mondo, la lascia libera e si crea una moglie usando una parte del suo cervello.
È doppiato in inglese da William Hickey e in italiano da Francesco Vairano.

## Bau Bau

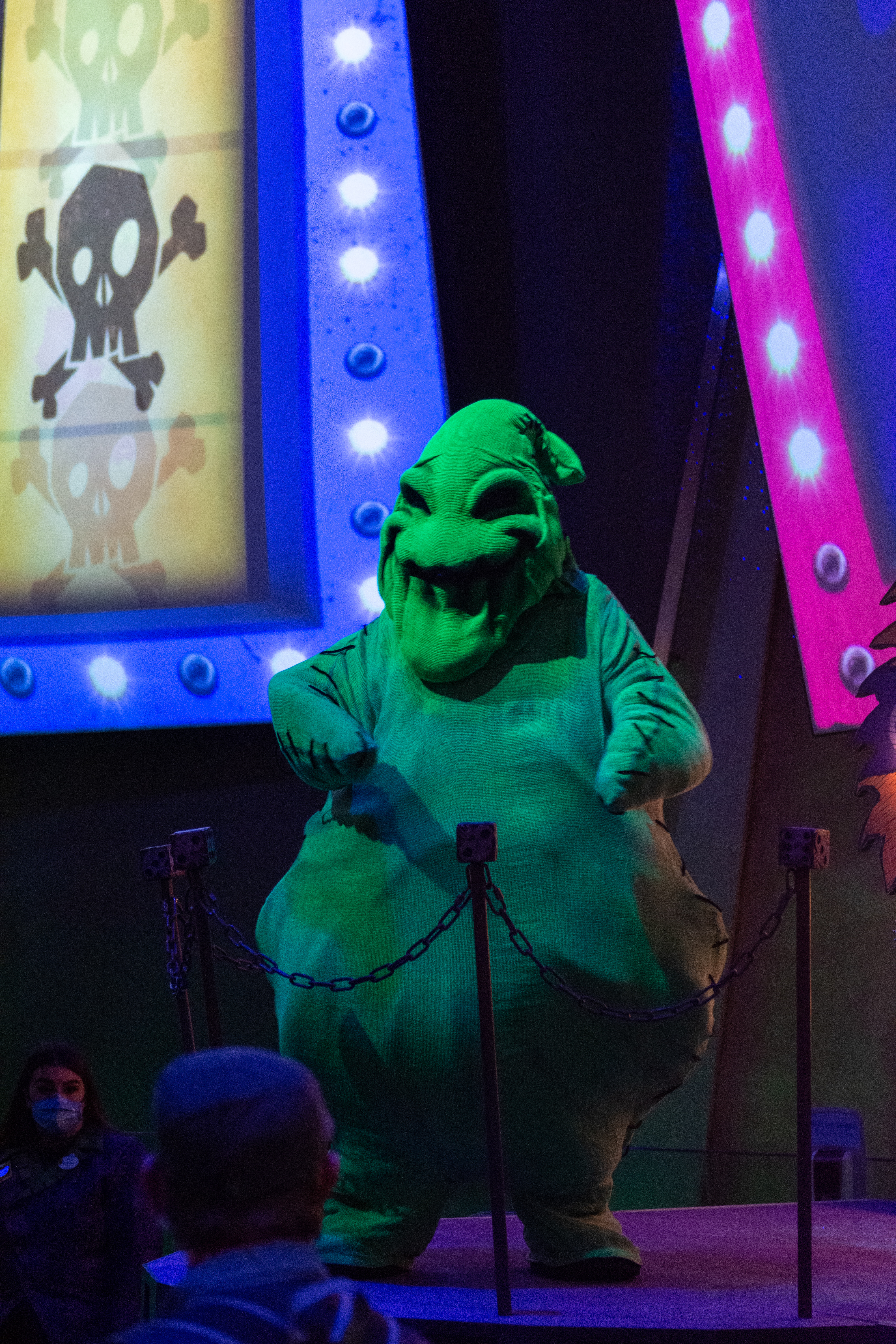
Un cosplay del Bau Bau.

Oogie-Boogie nell'originale inglese, è il principale antagonista del film e l'acerrimo nemico di Jack Skeletron. Si presenta sotto forma di un grande sacco di juta pieno di insetti, due ragni al posto degli occhi e un serpente al posto della lingua ed è piuttosto gioviale nonostante sia malizioso e sinistro. E' basato sulla figura immaginaria del Babau e non compare nella poesia originale di Tim Burton. Rispetto a tutti gli altri abitanti di Halloween, che sono semplici mostri innocenti che spaventano le persone per vivere e come professione, il Bau Bau è un essere malvagio e sadico con un'ossessione contorta per il gioco d'azzardo, che ama giocare con le vite degli altri, e per questo reietto del suo mondo. È anche un po' lascivo, come quando si lascia facilmente distrarre dalla gamba nuda (e separata dal corpo) di Sally. Nonostante il suo aspetto minaccioso, è un vile sotto un'aria di teatralità da elegante showman, poiché sembra temere Jack Skeletron dal loro confronto finale. Vive in una caverna piena di strumenti di tortura, ognuno dei quali ha un tema di gioco d'azzardo, il che, insieme all'uso dei dadi, suggerisce il suo disturbo da gioco d'azzardo sotto una mente creativa. Sopra la sua tana c'è la casa sull'albero di Vado, Vedo e Prendo, che gli danno regolarmente insetti tramite uno scivolo di metallo. Nel film, Vado, Vedo e Prendo rapiscono Babbo Natale e lo mandano nella sua tana, dove Sally tenta di salvarlo dopo aver appreso del suo destino, ma viene catturata. Alla fine tortura e cerca di uccidere Sally e Babbo Natale, ma viene fermato da Jack, che gli afferra un filo, strappandogli il sacco che lo ricopre e facendo cadere la maggior parte dei suoi insetti nella lava mentre l'insetto principale viene schiacciato da Babbo Natale.
È doppiato in inglese da Ken Page e in italiano da Ennio Coltorti (parti parlate) e Andy Surdi (parti cantate).

## Sindaco
È raffigurato come un uomo basso e grasso che ha l'aspetto di un gigantesco candy corn con la testa a forma di cono, che indossa un alto cappello a cilindro, un papillon a forma di ragno e un nastro con la scritta "sindaco". La sua testa ha due facce a seconda dell'umore: una è sorridente e ha la pelle rosea mentre l'altra è pallida con i denti aguzzi.
Oltre a essere un politico bifronte, la forte dipendenza del sindaco da Jack lo porta all'incertezza. Nonostante la carica, il sindaco apparentemente ha poca autorità nella gestione quotidiana della città, né molta fiducia nelle sue capacità di comando, specialmente nella pianificazione di Halloween; ciò è attestato quando arriva a casa di Jack Skeletron per discutere con lui i piani per Halloween dell'anno prossimo, senza sapere che Jack non è a casa sua, e quando Jack non risponde, il sindaco diventa subito isterico e urla, più a sé stesso che a chiunque altro. Tuttavia, è capace di mostrare autorità, poiché quando Jack scompare, il sindaco è quello che guida i cittadini alla sua ricerca e controlla tutti. Raduna anche i cittadini per i loro compiti e per l'assemblea cittadina senza alcun problema.
È doppiato in inglese da Glenn Shadix e in italiano da Giorgio Lopez.

## Vado, Vedo e Prendo
Presentati come i piccoli scagnozzi del Bau Bau, sono tre fratellini che abitano in una casa sull'albero. Sebbene siano orgogliosi del loro lavoro per il Bau Bau e parlino del loro piacere di compiacerlo mentre causano guai, non sembrano molto leali nei suoi confronti: dopo la sua morte, il trio aiuta il sindaco a far uscire Jack e Sally dalla tana del Bau Bau e si divertono quando inizia a nevicare nel loro paese. Presumibilmente a causa della loro brama di guai, non sono direttamente antagonisti, poiché servono per la maggior parte di coloro che li evocano indipendentemente dall'allineamento morale. A causa della loro giovane età, sembrano essere motivati dalla noia piuttosto che da intenzioni maligne. 
Jack li manda a rapire Babbo Natale, ma accidentalmente catturano il Coniglio pasquale. Nonostante questo, riescono a catturare Babbo Natale per portarlo da Jack e poi nella tana del Bau Bau. Dopo che Jack sconfigge il Bau Bau e salva Babbo Natale, i tre ragazzini appaiono, dopo aver condotto il sindaco nella tana per trovarli. Vengono visti l'ultima volta mentre lanciano una palla di neve in faccia a Jack.
- Vado (in originale Lock) è il capo dei tre, ma non sempre riflette a fondo sulle cose e gli piace essere al comando. Indossa un costume da diavolo rosso e ha denti appuntiti, con il viso stretto e spigoloso e i capelli castani che formano due corna. Gli piace avere un'alta opinione di sé e si arrabbia quando gli altri lo insultano o prendono il comando. Tuttavia, accetta le idee degli altri se non riesce a trovare nulla da solo. È doppiato in inglese da Paul Reubens e in italiano da Fabio Alessandrini (parti parlate) e Ermavilo (parti cantate).
- Vedo (in originale Shock) è l'unica femmina dei tre ed è la più anziana, astuta e intelligente, il che, nonostante sia spesso stanca di loro, aiuta a dirimere le discussioni. Indossa un costume da strega viola, ha la pelle chiara, un naso appuntito e capelli ispidi blu-viola. Tende a essere impaziente e non le piacciono i passi non pianificati. Spesso prende l'iniziativa nei piani e le piace avere ragione. È doppiata in inglese da Catherine O'Hara e in italiano da Monica Ward.
- Prendo (in originale Barrel) è il più giovane dei tre, che pilota la vasca da bagno ambulante che usano come mezzo di trasporto. È anche considerato il più stupido ed è il bersaglio di molti scherzi, ma di solito si vendica con i trucchi. Indossa un costume da scheletro e somiglia per lo più a un piccolo bambino umano. È doppiato in inglese da Danny Elfman e in italiano da Francesco Caruso Cardelli (parti parlate) e Ermavilo (parti cantate).

## Zero

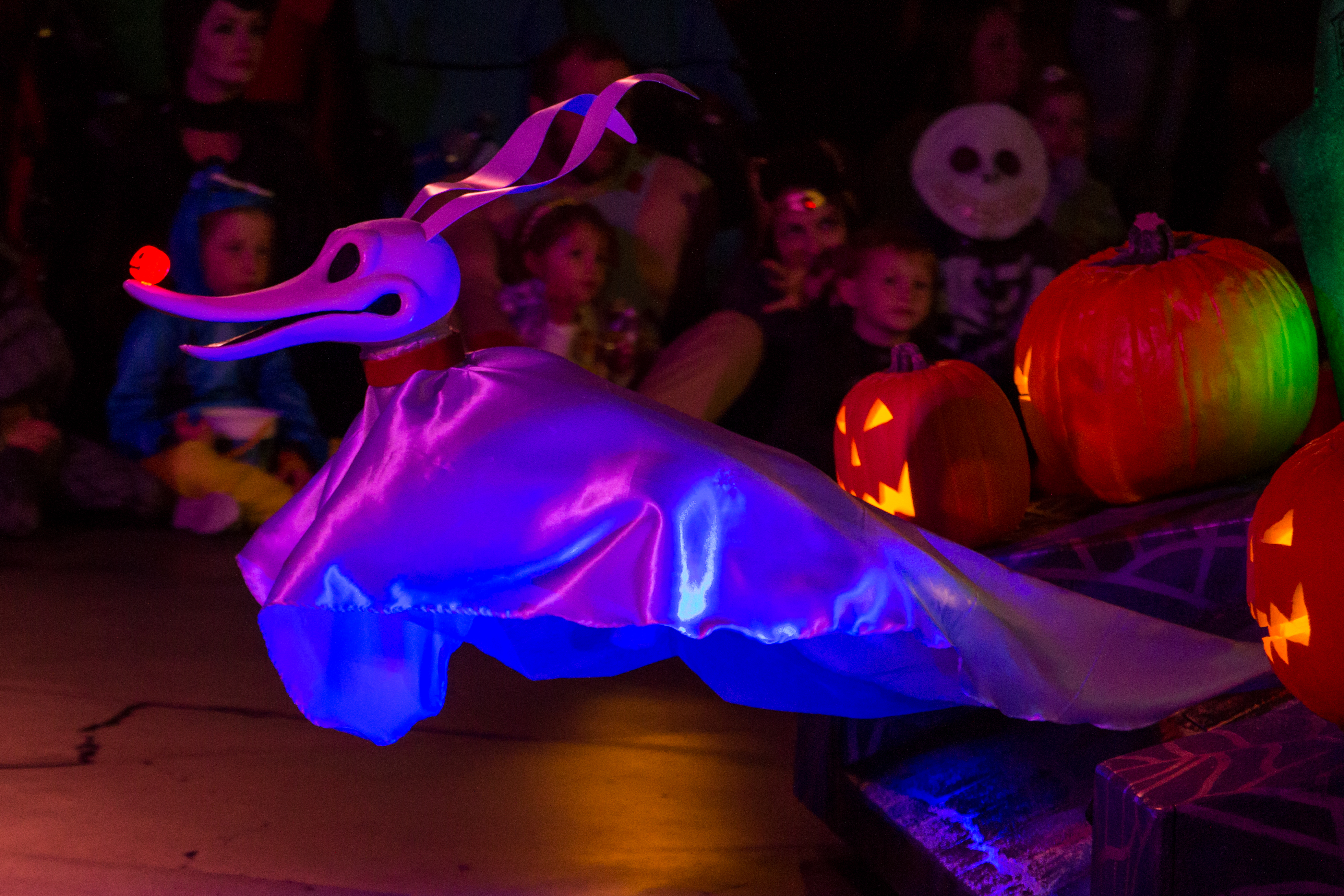
Una riproduzione a grandezza naturale di Zero.

È il giocoso, perspicace e premuroso cane fantasma di Jack Skeletron, che fluttua e sembra fatto di un lenzuolo bianco, molto simile a un fantasma stereotipato. Tuttavia, nonostante sia leale verso il suo padrone, Zero (insieme a Sally) mostra disagio per la malsana ossessione di Jack per il Natale, ma farebbe qualsiasi cosa per rendere felice il suo padrone. Il suo naso è una piccola zucca di Halloween luminosa come il naso rosso di Rudolph. Zero aiuta a guidare il suo padrone attraverso la nebbia alla vigilia di Natale. Nonostante sia un cane fantasma, si comporta come un cane normale, abbaiando e piagnucolando a seconda del suo stato d'animo.
I suoi effetti vocali sono doppiati da Frank Welker.

## Babbo Natale
Conosciuto dagli abitanti di Halloween come Babbo Nachele, è la figura più iconica delle feste e il sovrano della Città del Natale. È un uomo allegro e premuroso che consegna i regali ai bambini nel mondo reale. Mentre sta esaminando la sua lista dei bambini cattivi e buoni, viene rapito da Vado, Vedo e Prendo, che sono agli ordini di Jack Skeletron. I tre lo portano da Jack, che gli ruba il cappello per completare il suo costume natalizio. Poi viene portato nella tana del Bau Bau, che progetta di torturarlo prima di aggiungerlo come ingrediente per la sua zuppa insieme a Sally. Pur essendo grato per esser stato salvato dal Bau Bau, Babbo Natale rimprovera Jack per aver cercato di impadronirsi della sua festa, riferendosi a Sally come "l'unica che abbia un pizzico di buon senso in questa gabbia di matti", e magicamente risale lo scivolo di metallo da cui è sceso e riesce a salvare il Natale. In seguito torna al Paese di Halloween con le sue renne, senza mostrare rancore dando agli abitanti un assaggio del Natale sotto forma di neve.
È doppiato in inglese da Edward Ivory e in italiano da Silvio Spaccesi.